# Miradouro de Santa Cruz
O Miradouro de Santa Cruz é um miradouro português localizado à freguesia dos Biscoitos, concelho da Praia da Vitória, ilha Terceira, Açores.
Este miradouro oferece uma vista sobre a freguesia dos Biscoitos desde as serras a que esta freguesia está subjacente e grande parte da costa Norte da ilha Terceira, com excepção das zonas da Rua Longa e Biscoito Bravo.